# Sousa (cràter)
Sousa és un cràter d'impacte en el planeta Mercuri de 138 km de diàmetre. Porta el nom del director d'orquestra i compositor estatunidenc John Philip Sousa (1854-1932), i el seu nom va ser aprovat per la Unió Astronòmica Internacional el 2012.